# Knjiga dobre ljubezni
Knjiga dobre ljubezni (Libro de buen amor), poznana tudi kot Knjiga kardinala ali Knjiga pesmi, je delo duhovniške ali intelektuale kultivirane poezije v 14. stoletju (1300 in 1343). Sestavljena je iz več kot 1700 raznolikih kitic, katerih rdeča nit je zgodba o avtobiografiji s fiktivnim avtorjem (Juan Ruiz, Arcipreste de Hita). Velja za enega izmed vrhuncev španske literature kdajkoli, ne samo v srednjem veku.
Knjiga vsebuje heterogeno zbirko različnih snovi, ki so zbrane v namišljeno avtobiografsko pripoved ljubezenskih tem samega avtorja. Le-ta je tudi upodobljen v enem delu knjige kot gospod Melón de la Huerta, v katerem so predstavljeni vsi sloji španske družbe iz poznega srednjega veka, s prispodobo njegovih ljubic.
Osnova je eksempel, ki je zbirka basni in naukov. Knjiga vsebuje tudi alegorije, pridige in kantige Goliardov. Poleg tega so prisotne tako posvetne lirske kompozicije (seranilla, pogosto parodična, ki izhaja iz pastirskih pesmi) kot tudi verske, kot so himne in hvalnice Devici Mariji ali Jezusu Kristusu.
Vir pripovedovanja je parodija na srednjeveško elegijsko komedijo, kot sta De vetula y Pamphilus, v katerih je avtor glavni junak ljubezenskih avantur. Pamphilus je citiran v Knjigi dobre ljubezni kot osnova za gospoda Melona in gospo Endrino. Poleg vira pripovedovanja, ki izhaja iz Ovidovega Ars amandi, je uporabljena tudi parodija na liturgijo kanoničnih ur ali junaških kantig (pesmi), kot je boj med gospodom Carnalom y gospo Cuaresmo. Druge zvrsti, ki jih lahko najdemo v Knjigi so plantos, kot je smrt Trotaconventosa, lik, ki je najbolj prisoten v Celestini ali satirah; basni, s srednjeveško tradicijo Ezopa ali s pedagoškimi priročniki, kot je Facetus, ki šteje poučevanje o ljubezni kot del človeškega učenja. Čeprav nekateri trdijo, da ima Knjiga arabske vire, današnji poznavalci menijo, da je Knjiga dobre ljubezni delo latinskih srednjeveških duhovnikov ali intelektualcev kultivirane poezije .

## Rokopisi
Knjiga dobre ljubezni ima tri rokopise, noben ni popoln, kar je dalo misliti Ramonu Menéndezu Pidalu, in sicer, da bi lahko bila dva spisa ustvarjena drugače, v različnih življenjskih obdobij samega avtorja:
- Rokopis "S", izvira iz Salamance; natančneje iz šole Colegio Mayor de San Bartolomé. Nekaj časa je bil v knjižnici Real Biblioteca de Madrid, sedaj pa ga hranijo v knjižnici na univerzi v Salamaci. Glede na pisavo, naj bi bil iz 15. stoletja in je izmed vseh treh rokopisov, najbolj izpopolnjen, saj vsebuje dodatke, ki jih ni v ostalih dveh. Zaključna misel je namenjena Alonsu de Paradinasu.
- Rokopis "G", tako poimenovan, ker je nastal v času Benita Martineza Gayose, proti koncu 15. stoletja. Danes je v knjižnici Biblioteca de la Real Academia Española.
- Rokopis "T", tako poimenovan, ker je pripadal katedrali v Toledu. Danes ga hranijo v knjižnici Biblioteca Nacional de España. Predvideva se, da je bil napisan proti koncu 14. stotelja.

## Tema in struktura
Naslov Knjiga dobre ljubezni je predlagal Menéndez Pidal leta 1898. Opiral se je predvsem na različne prehode same knjige, posebej na kitico 933b, ki v prvem delu verza moli "'Buen amor' dixe al libro" ("'Dobra ljubezen' pravi knjigi").
Datum spisov je drugačen glede na posamezni rokopis; v enem avtor trdi, da je enega dokončal leta 1330 in drugega leta 1343. Druga naj bi bila pregled različice iz leta 1330, kateri naj bi Juan Ruiz dodal nove kompozicije.
Knjigo označuje slednja raznolikost:
1. Vsebina (primeri, ljubezenske pripovedi, serranille, didaktični elementi, spisi, pesmi, itd)
2. Meritev (poleg posebnega stila kitice imenovane  cuaderna vía, so uporabljene tudi kitice s 16 verzi, arabske kitice imenovane zajal, itd)
3. Ton (resen, vesel, verski, posvetni, itd)

Osrednji viri, ki sestavljajo to delo so:
- Uvod, v katerem avtor pojasnjuje pomen in interpretacijo knjige. Sestavljen je iz molitve k Bogu in Devici Mariji, v kateri ju prosi za pomoč. Služi kot predgovor v prozi, zapisan v stilu kitice cuaderna vía, značajsko je kultna pridiga, ki bi lahko bila parodična ter druga molitev, s katero bi se sklicevalo na božjo uslugo, ki bi pripeljala knjigo h koncu, končana z dvema liričnima užitkoma k sv. Mariji.
- Fiktivna avtobiografija, ki predstavlja rdečo nit celotnega dela. Avtor z njo pripoveduje o ljubezenskih razmerjih z različnimi ženskami, vse različnega porekla in socialni statusa: nuna, mavrka, lastnica, ki jo je videl moliti, pekinja, ženska visokega stanu, nekaj žensk iz gorá, itd., v pomoč pa mu je bila zvodnica Urraca, bolj poznana kot Trotaconventos.
- Zbirka eksemplov (nauki, basni in pripovedi), ki služijo kot moralno poučevanje in zaključek posameznih epizod (delov).
- Spor med avtorjem in gospo Ljubeznijo (alegorični lik), kjer prvi obtožuje Ljubezen za smrtne grehe, ona pa v obzir jemlje premisleke o tem, kako biti ženska in kavalir.
- Pripovedovanje o ljubezenskih razmerjih gospoda Melona in gospe Endrine (adaptacija srednjeveške humoristične komedije Pamphilus).
- Pripoved o bitki med gospodom Carnalom in gospo Cuaresmo (parodija srednjeveških junaških pesmi)
- Komentar na Ars amandi latinskega pesnika Ovida.
- Goliatske satire (parodija na horas canónicas, "Pesem o duhovnikih iz Talavera", hvala za zavračanje deklet iz višjega sloja, ali pa satira "Proti lastništvu pridobljenem y denarjem ".
- Serija lirskih verskih kompozicij, skoraj vedno o slavi Device Marije.
- Skupek različnih lirskih posvetnih kompozicij: obžalovanje smrti Trotaconventos, pesmi slepih in šolskih pesmi.

## Interpretacija
Zaradi precejšnje raznolikosti v samem delu, je namen dela dvoumen. Ponekod daje občutek, da je fokus na pobožni ljubezni, spet drugod, se nanaša na meseno ljubezen.
Mendédez Pelayo je bil prvi, ki je poudaril goliardesknost dela in zanikal, da bi le ta lahko bila napad proti dogmam ali vstaji proti oblastem. Poezija Goliardov ima namreč v osnovi ravno ta namen. 
Možnost didaktičnega značaja Knjige dobre ljubezni je tudi ena izmed tem diskusije med strokovnjaki. Medtem ko nekateri avtorji, kot so  José Amador de los Ríos, Leo Spitzer o María Rosa Lida de Malkiel zagovarjajo poučevanje kot obvezni del dela, drugi, kot sta Américo Castro ali Sánchez Albornoz to zanikata in menita, da je bil Juan Ruiz bolj ciničen kot moralen in bolj hinavski kot pobožen. V svoji analogiji, ki temelji na Cervantesovih viteških romanih in v katerih se prelivata ironija in osebni pogled, Juan Luis Alborg obravnava Archpriesta kot, da je nameščen v srednjeveške didaktične oblike, s katerimi prikazuje dvoumsko raznolikost njegovih namenov in šaljiv pogled na realnost. Na splošno, danes se delo upošteva kot didaktična knjiga, z umetniškim pridihom.
Njegovo delo odraža multikulturalizem Toleda v svojem času. Med ženskami, ki jih poizkuša zaljubiti (edini primer, v katerem ima intimni odnos je, ko ga napade gorska "La Chata", čeprav so gorske divjakinje samosvoja literarna zvrst), je Mavrka, ki se ponaša s svojim talentom, kot glasbenica, ki komponira glasbo za andaluzijski in judovski ples. Tudi med bitko med gospodom Carnalom in gospo Cuaresmo potuje do aljame v Toledu, kjer ga mesarji in rabini povabijo, da z njimi preživi "dober dan". 
Knjiga vsebuje tudi odlomek, v katerem se predstavi protest v stilu Goliardov proti Gilu de Albornozu, ki je želel nad svojo škofijo razširiti obvezen celibat. To se ni ujemalo s špansko tradicijo osebnega razvoja v prehodu iz najstništva v zgodnjo odraslost ali s pogodbo o sobivanju, ki sta jo sklenila duhovnik in ženska. Le-ta, je bila navada na multikulturnem območju, npr. škofija v Toledu, v kateri Elipando Toledski kršil adopcionizem, zaradi soobstoja med judi, muslimani in kristjani. S tem protestom je nadškofov pridobil oblast nad zaporom. Tako ravnanje do visoke duhovščine, kot tudi preostale vsebine, ki so svobodnega duha, neresne, brez ovinkarjenja in kritične, predstavljajo književnost Goliardov.
Daniel Eisenberg je trdil, da je "dobra ljubezen" za Juana Ruiza, ljubezen gospodarice, ženske, ki je na voljo, ki ni ne devica ne poročena. Medtem ko je "slaba ljubezen" tista, pred v katero se zlomi puščica "garzonov" ali fantov. Namesto da si mlad in neznosen, kot je gospod Hurón, si lahko izbereš tisto, kar besedilo predstavi v nadaljevanju:  "dekle, ki je gosodarica". Medtem ko se je namenu knjige običajno razpravljalo v filološkem in poststrukturalističnem smislu kot ars amoris, doktrinarno delo, parodija ali delo, ki oblikuje dvoumnost jezikovnega znaka, Juan Escourido trdi, da je namen pesmi antropologija.

## Avtorstvo in časovnost
Avtor sam prikaže svoje ime in svoj cerkveni status v sami Knjigi: "Joan Roíz, açipreste od Fita" (odstavek 19b-c) in «Yo Johan Ruiz, el sobredicho açipreste de Hita» (o. 575a), uradni obstoj Juana Ruiza pa leta 1984 dokaže Francisco J. Hernandez z najdeno omembo "uenerabilibus Johanne Roderici archipresbitero de Fita", skupaj s cerkvenim naslovom. Poleg tega dokaza, ni drugih sledi o življenjepisu Juana Ruiza.
Informacija o datumu nastanka je prav tako vidna v Knjigi. V rokopisu G je zapisano, da je bila dokončana leta 1330, v rokopisu S, ki vsebuje novo vsebino, pa je datirana v leto 1343. Kritiki so v večini sporazumni, da je Juan Ruiz spojil epizode v svojo knjigo že prej, torej da prva izdaja sega že v leto 1330. Kasneje pa naj bi Arciprest dodal še dodatne pesmi (predvsem lirične), da je oblikoval Knjigo dobre ljubezni, tako kot je poznana danes.

## Lirska pesem
Poleg pripovedovanja zapisanega v stilu cuaderna vía, Knjiga vsebuje tudi veliko število pesmi, ki imajo do 8 verzov po tradicionalni metriki in lirsko vsebino, kar pomeni da prva pisna izdaja Knjige dobre ljubezni zapisana v španščini , čeprav se je v tem obdobju (prva polovica 14. stoletja) v Kastiliji pisalo v današnji galicijščini.

V pridigi zapisani v prozi, s katero se Knjiga začne, Juan Ruiz pojasni, da je eden izmed namenov le-te predati kakšno lekcijo ali dokaz za poizkus uporabe metrike.
[...] dar a algunos leçión e muestra de metrificar e rrimar e de trobar.— Knjiga dobre ljubezni, uredil Gybbon-Monypenny, 1984, str. 110-111.
Zagotovo je torej prisotna raznolikost zvrsti in oblik španske lirike tistega časa in vsebuje od cervkene lirike - himne, molitve - do pesmi zejeleske Goliardskega značaja, poleg tega pa je v serranah moč zaslediti provansalsko pastoralo.

Značaj troba cazurra  —cazurros so bili neotesani trubadurji— je prisoten v epizodi mladega Ferranda Garcia, ki snubi pekinjo Cruz. Napisana  je v obliki zejela s pomebnimi elementi medejar. Celotna pesmica je igra napak, kjer disemija vzpostavi med katoliško sliko in zmote spolnosti:
[...] dar a algunos leçión e muestra de metrificar e rrimar e de trobar.— Knjiga dobre ljubezni, uredil Gybbon-Monypenny, 1984, str. 110-111.
Toda največji del lirskih pesmi v Knjigi so namenjeni verskim prepričanjem, predvsem posvečeni Devici Mariji, čeprav so prisotni tudi drugi, kot je križanje Kristusa. Bistvena je prisotnost veselja Device Marije, zvrst, ki vsebuje skupek razmišljanj lirskega značaja dogodkov Marijinega življenja, od Oznanjenja do Vnebovzetja. To veselje je bila sprva tema petih epizod, nato pa ga frančiškanska latinska poezija poveča na sedem. Število se je še naprej zviševalo in se ohranjajo v rokopisu , in konzervirane v rokopisa Libro de miseria de omne (sl. Knjiga človeške bede)—delo, ki obravnava  De contemtu mundi (sl. Prezir sveta)— zapisan v koncu 14. stoletja, opisuje veselje dvanajstih korakov in je za razliko stila Arcipresta iz Hite, zapisan v verzih cuaderna vía.
Po drugi strani, ni primera, razen lirike od Juana Ruiza, za versko poezijo v pisni španščini v stilu refrena do petnajstega stoletja, in je zelo verjetno, da je bil prvi, ki je vpeljal te elemente v jezik. S tem bi imele upravičeno velik pomen besede njegovega uvoda "dar [...] leçión e muestra de metrificar e rrimar e de trobar".

## Stil
Juan Ruiz, Arcipriest iz Hite, velja za prvega pesnika, ki v verzih uporabi takrat vse obstoječe zvrsti španščine. Njegova knjiga odraža kulturo duhovnikov, uporablja bogat, ustvarjalni jezik, z različnimi registri (od preprostega in pogovornega do retoričnega), obsežen besednjak, ki vsebuje izraze andaluzijske arabščine 
Kopiči delne sopomenke in širi koncepte, vire, ki so povezani s tehniko govora (npr. pri pridigi).
Na koncu svoje knjige dodaja, da lahko kdorkoli kaj doda ali ga popravi, vendar pod edinim pogojem, da to naredi dobro in pravilno. Gre za odprt odnos do drugih trenutnih pisateljev, ki so imeli namen obravnavati to njegovo besedilo, kot je npr. gospod Juan Manuel.
Delo prav tako dokazuje poglobljeno znanje človeških strasti in čudovito ravnovesje med občutljivostjo in predrznostjo, ki jo je uspel vzpostaviti s premišljenostjo, dvoumna in ironična, s katero je delo polno živahnosti in drznosti. Po drugi strani, ponuja pogled na socialno stanje v začetku 14. stoletja, ki odraža socialne napetosti med naraščajočim meščanstvom ter duhovščino in plemstvom, npr. v satiri  "De la propiedad que el dinero ha" (sl. O posesti ji jo da denar"), kjer je denar prisoten kot uničevalec rigidnega zakona o lastnini.

## Jezik
Besedilo predstavlja tipične lastnosti španskega jezika v poznem srednjem veku. Opazne so dsikrepance oblikoslovja, npr. oblika pomanjševalnice -illo namesto -iello; fonetična alternacija fazía~fazié. Tudi prislova muy~mucho (sl. zelo) sta se uporabljala brez posebnega pravila (v današnjem španskem jeziku se muy uporablja pred pridevnikom -muy grande, muy malo- razen če je stopnjevanje prislovov primerjalna -mucho mayor, mucho peor-). Izgubi se tudi začetni člen pred svojilnim pridevniškim zaimkom: če se je v srednjeveškem španskem jeziku uporabljala oblika la mi muger 'mi mujer' (sl. "taista moja ženska/žena"), se v Knjigi dobre ljubezni izmenjujeta najstarejša oblika z moderno obliko: la mi~mi ali la su~su (sl. moj/moja~moj/moja ali njegov/njegova~njegov/njegova).
Obstajajo tudi številne besede, ki kažejo na razlikovanje s fonetiko modernega španskega jezika
- Če prevladuje prisotnost začetnega /f-/ temu sledi <h>- (kot v sodobnem španskem jeziku).
- Obstajajo nekatere razlike v prvem samoglasniku preteklika pretérito simple fezo, veno -> fizo, vino -> (danes) 'hizo, vino'.
- Za soglasniki /d, n, l, ll, r, ž/ so pogoste okrajšave /-e/ pid, vien, val, quier, faz -> (danes)  pide, viene, vale, quiere, hace ( v sodobnem španskem jeziku se ohranjajo nekatere okrajšave, buen, gran, ki izvirata iz bueno, grande).

Nekateri rokopisu dokazujejo zajetno številoleonizmov, so to morda posledica tistih, ki so kasneje delo kopirali, npr. selmana namesto semana (sl. teden), vilda namesto viuda (sl. vdova), končni -m v tam, arpom, guardam'ali neusklajenost pred samoglasnikom, ki je pred zvočnim zlogom liçión, loxuria, canistillo -> (danes) 'lección, lujuria, canastillo' (sl. lekcija, pohota, pladnjasta košara).

## Vpliv
Obstoj treh nedokončanih rokopisov daje vedeti, da je bila Knjiga poznana in brana srednjem veku vsaj do izuma tiska. Ohranjena je celo portugalska verzija iz 14. stoletja. 
Morebitni vplivi Knjige dobre ljubezni bi lahko bil tudi na delo Chaucerja, v 15. stoletju sta jo citirala tudi Arciprest iz Talavere in Marqués de Santillana, od 16. stoletja dalje pa se sledi Knjige močno zmanjšajo. Sprejem Knjige dobre ljubezni je preučeval Alan D. Deyermond v svojem članku «La difusión y recepción del Libro de buen amor desde Juan Ruiz hasta Tomás Antonio Sánchez: cronología provisional».